# Forêt nationale du Jamari
La forêt nationale du Jamari (portugais : Floresta Nacional do Jamari) est une forêt nationale brésilienne. Elle se situe dans la région Nord, dans l'État du Rondônia.
Le parc fut créé en 1984 et couvre une superficie de 222 151,83 hectares.